# لیلا واثقی
لیلا واثقی (متولد ۱۳۵۲ در ساری) فرماندار سابق شهر قدس در استان تهران بود. او اولین زن فرماندار در استان تهران است که در تاریخ ۶ مهر ۱۳۹۸ به این سمت منصوب شد. پیش از این واثقی ۴ ماه به عنوان سرپرست فرمانداری فعالیت می‌کرد. واثقی دکتری اقتصاد کشاورزی از روسیه دارد.
روز یک‌شنبه دهم آذر، ویدئویی از مصاحبه با لیلا واثقی، فرماندار شهر قدس را منتشر کرد که اظهارات او دربارهٔ «دستور شلیک به معترضان» در جریان اعتراضات آبان ۱۳۹۸ در شهر قدس، جنجال‌برانگیز شد. در تاریخ ۲۳ فروردین ۱۴۰۰ اتحادیه اروپا دارایی‌های وی را در اروپا توقیف و از ورود وی به کشورهای اتحادیه اروپا به اتهام نقض حقوق بشر و سرکوب اعتراضات آبان ۹۸ تحریم کرد. همچنین در ۱۶ آذر ۱۴۰۰ وزارت خزانه‌داری آمریکا وی را در فهرست تحریم‌های خود قرار داد. ۱۸ مهر ۱۴۰۱ دولت بریتانیا، لیلا واثقی را تحریم کرد.

## حکم تیر
پس از اعتراضات آبان ۱۳۹۸، او اعلام کرد که در روز ۲۵ آبان شخصاً به نیروی انتظامی دستور داده به معترضانی که وارد فرمانداری شده بودند شلیک کنند. همچنین او اضافه کرده که وقتی معترضان فرمانداری را تصرف کردند، به سپاه پاسداران رفته و با نیروهای امنیتی بازگشته است.
کمی بعد، لیلا واثقی به دلیل عملکردش در جریان اعتراض‌های مردمی آبان‌ماه ۹۸ از سوی عبدالرضا رحمانی فضلی، وزیر کشور، در یک برنامه تلویزیونی مورد تقدیر و تشکر قرار گرفت. معصومه ابتکار، معاون امور زنان و خانواده ریاست‌جمهوری، از لیلا واثقی دفاع کرده و او را زنی «بسیار توانمند و باشخصیت» خواند.

## تحریم
اتحادیه اروپا: لیلا واثقی در تاریخ ۲۳ فروردین ۱۴۰۰ از سوی اتحادیه اروپا به اتهام نقض حقوق بشر و سرکوب اعتراضات آبان ۹۸ تحریم شد و دارایی‌های وی در اروپا توقیف می‌شود و حق دریافت ویزا برای سفر به اتحادیه اروپا را نخواهد داشت.
 ایالات متحده آمریکا:دفتر کنترل دارایی‌های خارجی وزارت خزانه‌‌داری آمریکا روز سه‌شنبه ۱۶ آذر ۱۴۰۰ اعلام کرد اسامی چند شخص حقیقی و حقوقی ایرانی به فهرست تحریم‌های این نهاد آمریکایی اضافه شده است که نام لیلا واثقی در بین آنها قرار دارد.
 دولت بریتانیا: روز دوشنبه ۱۸ مهر ۱۴۰۱ دولت بریتانیا، لیلا واثقی را به دلیل مشارکت در سرکوب خشونت‌آمیز اعتراضات آبان ٩٨ تحریم کرد.